# Merdzavan
Merdzavan (in armeno Մերձավան?) è un comune dell'Armenia di 3 387 abitanti (2009) della provincia di Armavir.